# Erigone sagibia
Erigone sagibia Strand, 1918 è un ragno appartenente alla famiglia Linyphiidae.

## Distribuzione
La specie è endemica del Giappone.

## Tassonomia
È stato osservato solamente l'olotipo della specie nel 1918 e ad oggi, 2014, non sono note sottospecie.